# Jimmy Dickinson
James William "Jimmy" Dickinson, född 25 april 1925, död 8 november 1982, var en engelsk fotbollsspelare. Under hela sin karriär spelade han för Portsmouth och gjorde där 828 matcher. Anmärkningsvärt är att han aldrig blev varnad eller utvisad. Dickinson var även med i VM 1950 och VM 1954.
Jimmy Dickinson gjorde debut för Portsmouth 1946 mot Blackburn Rovers, och var med i det lag som vann ligan 1949 och 1950. 1949 gjorde han även debut för Englands landslag, som han kom att representera 48 gånger, vilket gör honom till den som spelat flest landskamper under sin tid i Portsmouth.
1964 spelade Dickinson sin sista match för Portsmouth och såg till att klubben klarade sig från degradering via 1-1 mot Northampton Town. Efter sin spelarkarriär var han även manager för Portsmouth mellan 1977 och 1979.
Den 8 november 1982 avled Dickinson av en hjärtinfarkt.

## Statistik
| Klubblag      | Klubblag      | Klubblag        | Ligan   | Ligan | FA-Cupen | FA-Cupen | Ligacupen | Ligacupen | Total   | Total |
| Säsong        | Klubb         | Liga            | Mathcer | Mål   | Matcher  | Mål      | Matcher   | Mål       | Matcher | Mål   |
| ------------- | ------------- | --------------- | ------- | ----- | -------- | -------- | --------- | --------- | ------- | ----- |
| 1946–47       | Portsmouth    | First Division  | 40      | 0     | 2        | 0        | -         | -         | 42      | 0     |
| 1947–48       | Portsmouth    | First Division  | 42      | 0     | 2        | 0        | -         | -         | 44      | 0     |
| 1948–49       | Portsmouth    | First Division  | 41      | 0     | 5        | 0        | -         | -         | 46      | 0     |
| 1949–50       | Portsmouth    | First Division  | 40      | 0     | 5        | 0        | -         | -         | 45      | 0     |
| 1950–51       | Portsmouth    | First Division  | 41      | 2     | 1        | 0        | -         | -         | 42      | 2     |
| 1951–52       | Portsmouth    | First Division  | 40      | 0     | 4        | 0        | -         | -         | 44      | 0     |
| 1952–53       | Portsmouth    | First Division  | 40      | 1     | 2        | 0        | -         | -         | 42      | 1     |
| 1953–54       | Portsmouth    | First Division  | 40      | 1     | 7        | 0        | -         | -         | 47      | 1     |
| 1954–55       | Portsmouth    | First Division  | 25      | 0     | 0        | 0        | -         | -         | 25      | 0     |
| 1955–56       | Portsmouth    | First Division  | 39      | 1     | 2        | 1        | -         | -         | 41      | 2     |
| 1956–57       | Portsmouth    | First Division  | 42      | 0     | 2        | 0        | -         | -         | 44      | 0     |
| 1957–58       | Portsmouth    | First Division  | 42      | 2     | 2        | 0        | -         | -         | 44      | 2     |
| 1958–59       | Portsmouth    | First Division  | 39      | 2     | 4        | 0        | -         | -         | 43      | 2     |
| 1959–60       | Portsmouth    | Second Division | 42      | 0     | 1        | 0        | -         | -         | 43      | 0     |
| 1960–61       | Portsmouth    | Second Division | 40      | 0     | 1        | 0        | 4         | 0         | 45      | 0     |
| 1961–62       | Portsmouth    | Third Division  | 46      | 0     | 1        | 0        | 4         | 0         | 51      | 0     |
| 1962–63       | Portsmouth    | Second Division | 42      | 0     | 5        | 0        | 3         | 0         | 50      | 0     |
| 1963–64       | Portsmouth    | Second Division | 42      | 0     | 2        | 0        | 1         | 0         | 45      | 0     |
| 1964–65       | Portsmouth    | Second Division | 41      | 0     | 2        | 0        | 2         | 0         | 45      | 0     |
| Total         | England       | England         | 764     | 9     | 50       | 1        | 14        | 0         | 828     | 10    |
| Karriär total | Karriär total | Karriär total   | 764     | 9     | 50       | 1        | 14        | 0         | 828     | 10    |